# Irynarch (staroobrzędowy arcybiskup moskiewski)
Irynarch, imię świeckie Iwan Wasiljewicz Parfienow (ur. 18 listopada 1881 w Pieczorach k. Niżnego Nowogrodu, zm. 7 marca 1952) – zwierzchnik Rosyjskiej Prawosławnej Cerkwi Staroobrzędowej w latach 1940-1952.
W wieku trzynastu lat podjął pracę zarobkową, równocześnie pomagając w miejscowej parafii staroobrzędowej. Święcenia diakońskie przyjął 1 czerwca 1913 z rąk biskupa niżnonowogrodzkiego Innocentego, zaś po roku został wyświęcony na kapłana, służył w cerkwi w Bolszym Muraszkinie. Był kapłanem żonatym; jego małżonka zmarła w 1925. W 1927 otrzymał nominację biskupią i 23 grudnia 1928 w Samarze został wyświęcony na biskupa samarskiego i ufimskiego.
Aresztowany 20 grudnia 1923 pod zarzutami sformowania organizacji kontrrewolucyjnej o charakterze monarchistyczno-powstańczym, prowadzenia agitacji antyradzieckiej (w formie wypowiedzi w czasie wizyt duszpasterskich oraz poprzez rozprowadzania publikacji o tym charakterze), nawiązanie nielegalnych kontaktów ze staroobrzędowcami poza krajem oraz czynne sprzeciwianie się kolektywizacji. Został skazany na pięć lat łagru. Ostatecznie odzyskał wolność w 1940. Był w tym momencie jednym z dwóch czynnych biskupów swojego Kościoła, obok ordynariusza eparchii kałuskiej Sawy. On też w 1940 podniósł biskupa Irynarcha do godności arcybiskupa moskiewskiego i całej Rusi. Pozostawał on na urzędzie do śmierci wskutek drugiego ataku serca. W 1957 zrehabilitowany.